# Institución Educativa Emblemática Mariano Melgar
La Institución Educativa Mariano Melgar fue fundada en 1948. Tiene su sede en el distrito de Breña, en Lima, Perú. Lleva el nombre del poeta y prócer de la Independencia del Perú, Mariano Melgar. Fue fundado como Colegio Nacional, pasando luego a ser Gran Unidad Escolar; actualmente es considerado como una Institución Educativa Emblemática.

## Historia

### Fundación y trayectoria

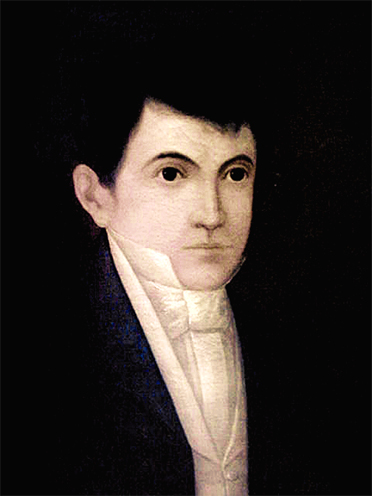
Mariano Melgar, héroe de la guerra de la independencia del Perú.

Fue fundado como Colegio Nacional por Resolución Suprema N.º 25 de 23 de enero de 1948, durante el gobierno constitucional de José Luis Bustamante y Rivero y siendo ministro de Educación  Pública el general Óscar Torres. Su sede quedó establecida en la quinta cuadra del Jirón Arica, en el distrito de Breña, en el mismo lugar donde antes estuvo un anexo del Colegio Nacional Nuestra Señora de Guadalupe, es decir, donde se acogían a los alumnos excedentes de dicho colegio. Inició sus clases con once secciones de primero a quinto de educación secundaria.
Durante el gobierno del general Manuel A. Odría pasó a la categoría de Gran Unidad Escolar, siendo uno de los beneficiarios del vasto plan de dicho gobierno (conocido después como el Ochenio) a favor de la ampliación e implementación de diversos centros educativos en toda la República. En dicho gobierno se dio término a las edificaciones de un nuevo pabellón de aulas y de un pabellón de talleres.
Inicialmente llevó el nombre de su benefactora, Emilia R. de Nosiglia, pero en 1956 adoptó el nombre del poeta y figura prócer de la Independencia del Perú, Mariano Melgar (1790-1815). Otras grandes unidades escolares, de nombres Agustín Gutiérrez, Pablo Cánepa y Tomás Marsano, fueron igualmente rebautizados con el nombre de personalidades destacadas: Alfonso Ugarte, Pedro A. Labarthe y Ricardo Palma, respectivamente.

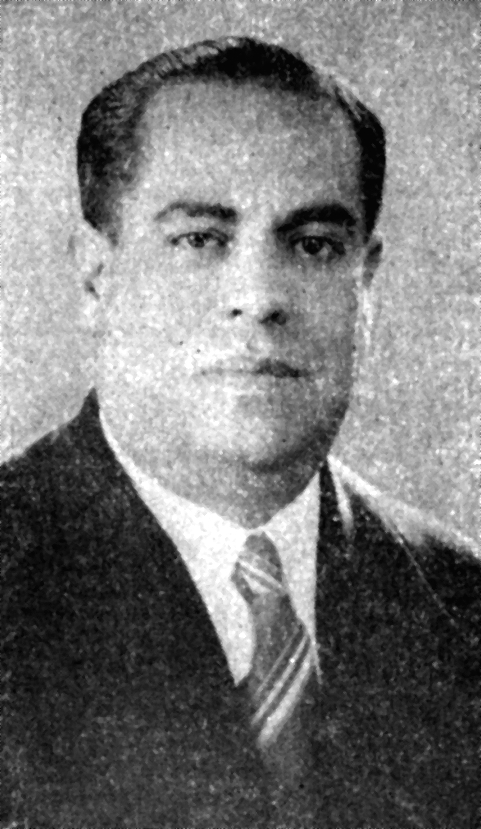
El educador Alfredo Parra Carreño, primer director de la GUE Mariano Melgar, inicialmente denominada Emilia R. de Nosiglia.

Su primer director fue el educador ayacuchano Alfredo Parra Carreño, quien realizó una destacada gestión. Posteriormente, Parra sería nombrado ministro de Educación Pública. Entre los docentes fundadores se hallaba el célebre escritor José María Arguedas. Otros profesores fueron el destacado historiador Gustavo Pons Muzzo, que fue también director del plantel, entre 1952 y 1954; y el escritor chinchano Antonio Gálvez Ronceros, que ejerció la docencia entre 1961 y 1983.
Desde su fundación ha tenido un rol protagónico en el desarrollo de la educación pública y ha logrado innumerables premios en diferentes disciplinas y líneas de trabajo tales como: deportes, banda de guerra y música, desfiles, actividades culturales y conocimientos, entre otros.

### Colegio Emblemático
Durante el segundo gobierno del presidente Alan García, por decreto de urgencia dado el 9 de enero del 2009, fue incluido en el Programa Nacional de Recuperación de las Instituciones Públicas Educativas Emblemáticas y Centenarias, destinado a modernizar y reforzar su infraestructura de las antiguas grandes unidades escolares.

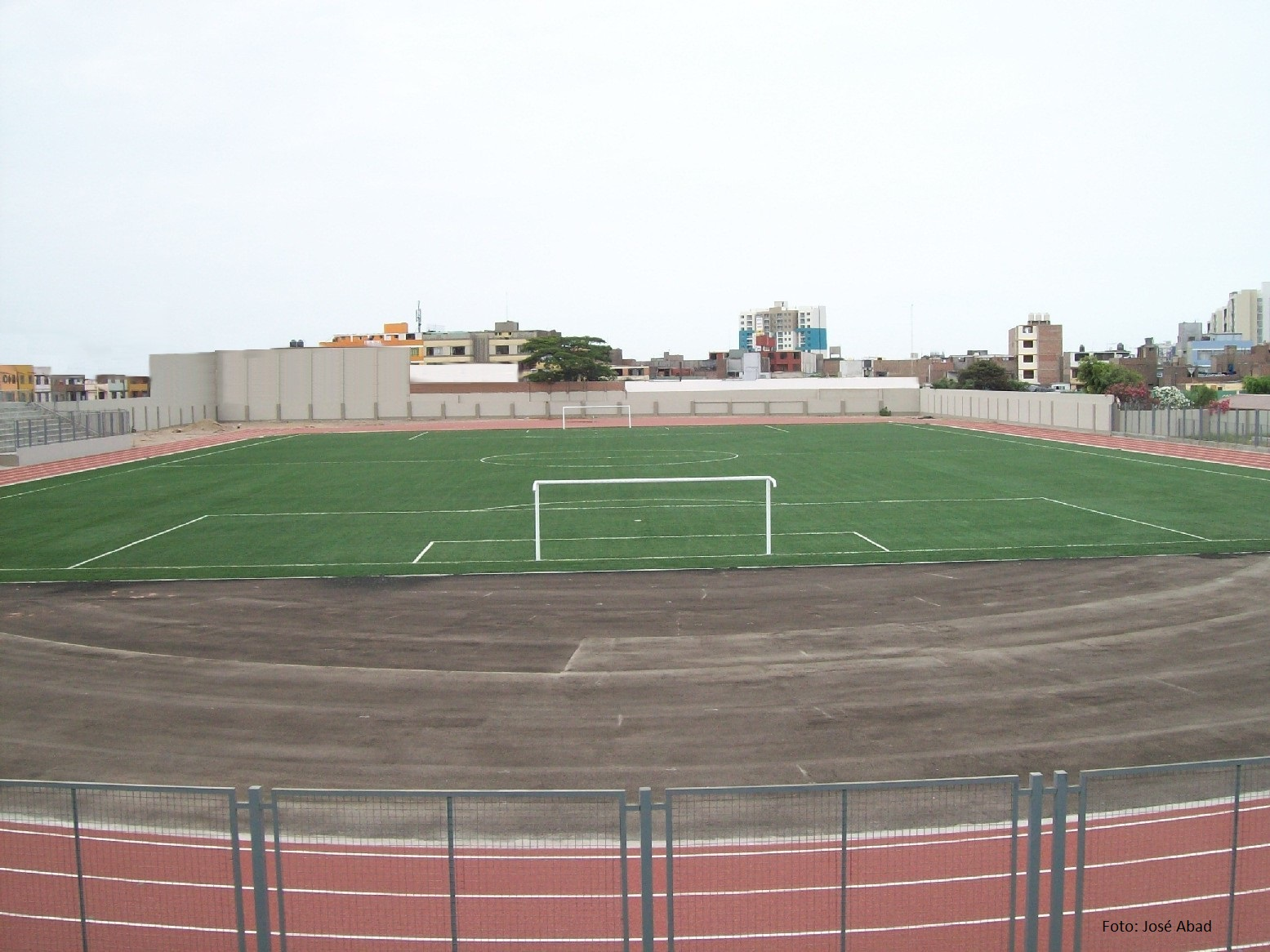
Estadio del Colegio Mariano Melgar.

La estructura remodelada fue inaugurada el día 9 de junio de 2011, en una ceremonia que contó con la presencia de presidente Alan García y del ministro de Educación, José Antonio Chang Escobedo, así como de los docentes, alumnos y padres de familia del plantel. La inversión total fue de 18 660 278 de soles.
La nueva infraestructura incorpora laboratorios de Biología, Química, Física, Inglés, y de Computación e Informática; así como un centro de cómputo y talleres de formación para el trabajo en diferentes especialidades. Y en el aspecto deportivo, un estadio con césped sintético, con pista atlética, una sala de usos múltiples, dos canchas multiusos, una piscina y un coliseo.

## Directores
- Alfredo Parra Carreño[1]
- Gustavo Pons Muzzo[5]
- Lic. Enith Consuelo Díaz Rodríguez
- Dra. Mariella Margot Quipas Belliza
- Dra. María Isabel Anicama Govea
- Lic. Marieta Bartra Arévalo
- Mg. Edgard Aldo Nolazco Rivas[11]

## Melgarinos destacados
Entre los exalumnos destacados están los siguientes futbolistas: Juan Seminario, Claudio Lostanau, Manuel Grimaldo, Carlos Oliva, Eduardo Rey Muñoz, Juan del Águila y Augusto Palacios.
También fue el centro de formación escolar de los integrantes de los grupos musicales Los Doltons y Los Hermanos Zañartu; y del cantautor Pepe Vásquez. Así como de los políticos Carlos Blanco Oropeza, Álvaro Gutiérrez Cueva, Eduardo Koch Müller, Isaac Molina Chávez y Juan Navarro Jiménez.